# Nicholas Clark
Pour les articles homonymes, voir Nicholas Clark (homonymie) et Clark.
Nicolas Clark, aussi appelé Nick Clark, est un athlète britannique né le 20 mai 1974. Spécialiste de l'ultra-trail, il a notamment remporté la Wasatch Front 100 Mile Endurance Run en 2010 et 2013 ainsi que la Speedgoat 50K en 2011.

## Résultats
| no  | masculin           | Course              | Longueur | Départ            | Temps            |
| --- | ------------------ | ------------------- | -------- | ----------------- | ---------------- |
| 2e  | Médaille d'argent  | Speedgoat 50K       | 50 km    | 31 juillet 2010   | 5 h 46 min 38 s  |
| 1er | Médaille d'or      | Wasatch Front 100   | 100 mi   | 10 septembre 2010 | 20 h 21 min 04 s |
| 3e  | Médaille de bronze | American River 50   | 50 mi    | 9 avril 2011      | 6 h 00 min 08 s  |
| 3e  | Médaille de bronze | Western States 100  | 100 mi   | 25 juin 2011      | 15 h 50 min 23 s |
| 3e  | Médaille de bronze | Hardrock 100        | 100 mi   | 8 juillet 2011    | 27 h 43 min 00 s |
| 1er | Médaille d'or      | Speedgoat 50K       | 50 km    | 30 juillet 2011   | 6 h 09 min 50 s  |
| 3e  | Médaille de bronze | Lake Sonoma 50      | 50 mi    | 14 avril 2012     | 6 h 51 min 17 s  |
| 3e  | Médaille de bronze | Western States 100  | 100 mi   | 23 juin 2012      | 15 h 44 min 09 s |
| 3e  | Médaille de bronze | Leadville Trail 100 | 100 mi   | 18 août 2012      | 17 h 11 min 16 s |
| 3e  | Médaille de bronze | Vermont 100         | 100 mi   | 20 juillet 2013   | 15 h 54 min 32 s |
| 2e  | Médaille d'argent  | Leadville Trail 100 | 100 mi   | 17 août 2013      | 17 h 06 min 28 s |
| 1er | Médaille d'or      | Wasatch Front 100   | 100 mi   | 6 septembre 2013  | 20 h 24 min 26 s |